# François-Honoré-Georges Jacob-Desmalter
François-Honoré-Georges Jacob-Desmalter (París, 6 de febrero de 1770–ibídem, 18 de agosto de 1841) fue un ebanista francés. Fue uno de los principales ebanistas del estilo Imperio y del estilo Restauración. Realizó obras para los palacios de Malmaison, Compiègne, Saint-Cloud y Fontainebleau, así como, fuera de Francia, los palacios de Windsor, Potsdam y San Petersburgo. Trabajó asociado a su padre Georges Jacob I y a su hermano Georges Jacob II.

## Biografía

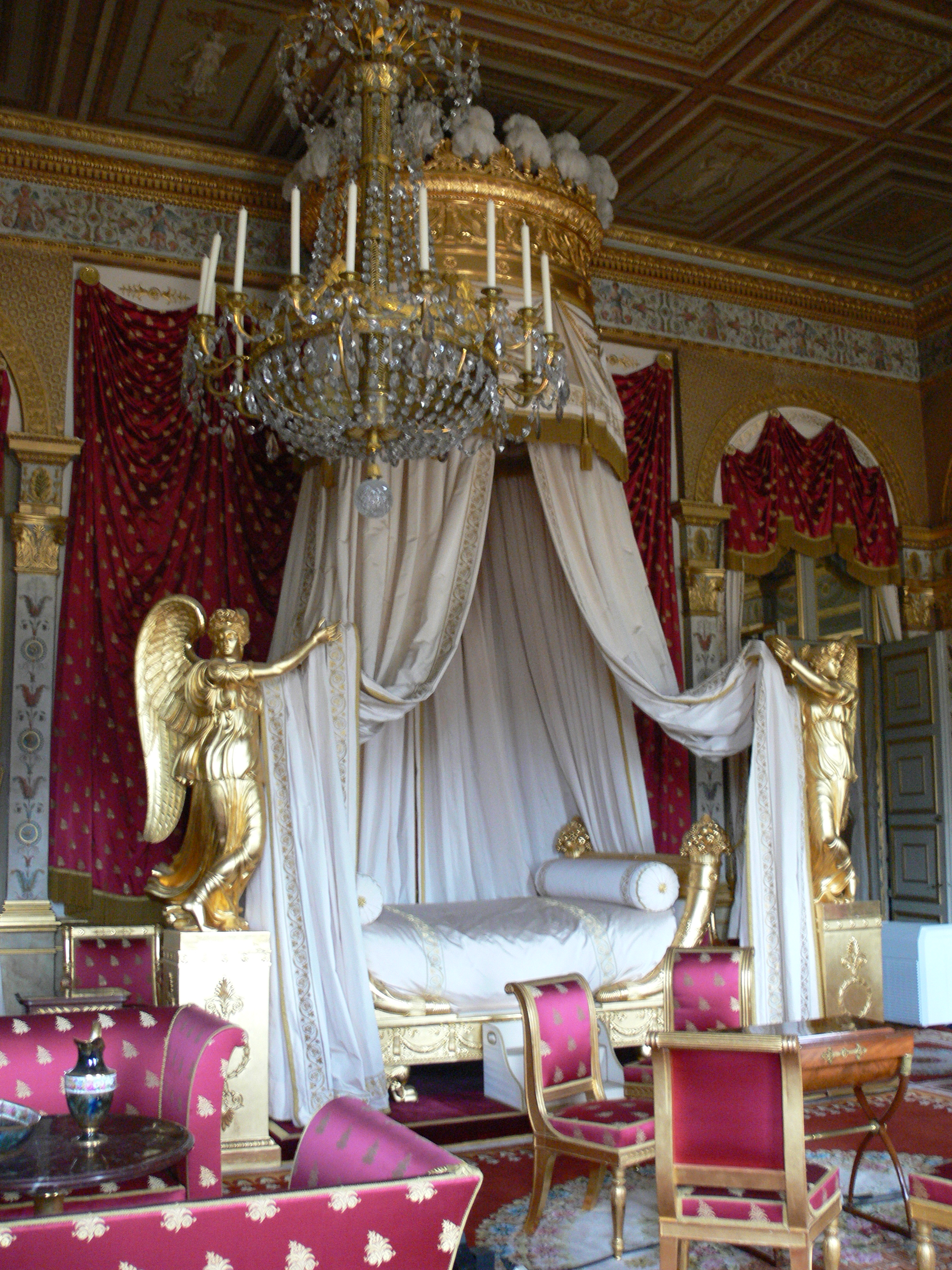
Cámara de la emperatriz María Luisa en el palacio de Compiègne (1811)

Era hijo de Georges Jacob I (1739-1814), uno de los últimos menuisiers del siglo XVIII y primeros fabricantes de muebles del xix, a caballo entre el estilo Luis XVI y el Imperio. La Revolución francesa le dejó casi en la ruina y en 1796 traspasó su taller a sus hijos François y Georges II. Formados con su padre, los hermanos usaron la estampilla «Jacob frères». En 1803 adoptó el apellido Jacob-Desmalter. Ese mismo año murió su hermano y François se asoció con su padre, que volvió de nuevo a la actividad, fundando la compañía Jacob-Desmalter et Cie.
Durante esos años padre e hijo hicieron lo mejor de su producción, especialmente el mobiliario de los palacios napoleónicos, con diseños generalmente de los arquitectos Charles Percier y Pierre-François-Léonard Fontaine. Eran muebles opulentos, que enfatizaban el imperialismo de la situación política del momento, con preferencia por temas exóticos y orientales, preferentemente egipcios (égyptiennerie), debido a la campaña napoleónica en Egipto y Siria (1798-1801). Así, eran habituales motivos como esfinges, leones, cisnes, cornucopias, etc. Durante estos años el taller de los Jacob alcanzó una producción casi industrial.
Georges Jacob se retiró definitivamente en 1813, con lo que François siguió en solitario. Su estilo continuó prácticamente inalterado aun cuando la moda fue cambiando del estilo Imperio, de corte neoclásico, al Restauración, más vinculado al romanticismo. En 1825 traspasó el negocio a su hijo, Georges-Alphonse Jacob-Desmalter (1799-1870).